# 宋之禎
宋之禎（16世紀—17世紀），字子德，號弼虞，廬州府六安州人，明朝政治人物。

## 生平
宋之禎個性剛直，不願逢迎他人，在萬曆二十五年（1597年）中丁酉科應天鄉試舉人，次年（1598年）成戊戌科進士，刑部觀政，次年獲授福州推官，二十八年任福建乡试同考官，判案精明；主考官葉向高親友、國學生何某勾引某人妻女，他憑書信公正判決，卻因此遭罷官，在家鄉優游四十年，寫下的作品都編成文集。

## 引用
1. 1 2  同治《六安州志·卷二十六·人物志》：宋之禎，字子德，號弼虞，萬厯戊戌進士。性方直不屑俯仰苟合，選福州府推官，折獄如神。有國學生何某以漁色致某生妻女，何某者，之禎座師葉向高肺腑戚也。以竿牘至，斥為贗據，法論無少貸，竟以此免官歸。優游鄉里四十年，手一編如經，生時著有文集。
2. ↑  同治《六安州志·卷二十一·選舉志》：宋之禎 萬厯二十五年丁酉科（舉人），戊戌進士
3. ↑  《萬曆二十六年戊戌科進士履歷》：宋之祯，弼虞，易一房，甲戌七月二十六生。六安州籍婺源人，丁酉八十八，会四十，三甲百十三。刑部政，己亥授福州府推官，庚子本省同考，辛丑丁外艰，甲辰考察闲住。曾祖贯。祖文章。父诏。